# Central Saint Giles
Central Saint Giles es un desarrollo de uso mixto en el centro de Londres. Construido a un costo de 450 millones de libras y terminado en mayo de 2010, fue diseñado por el arquitecto italiano Renzo Piano y es su primera obra en el Reino Unido. El desarrollo consta de dos edificios de hasta 15 pisos de altura, dispuestos alrededor de un patio público bordeado de tiendas y restaurantes. Destaca principalmente por sus fachadas, cubiertas con 134 000 azulejos vidriados en tonos vivos: naranja, rojo, verde lima y un amarillo cálido. Ha atraído a varios inquilinos de alto perfil, incluidos NBCUniversal, MindShare y Google.

## Sitio
El desarrollo está en el distrito de St Giles, una cuadra al sureste del extremo este de Oxford Street. El área alguna vez fue conocida por ser uno de los peores barrios marginales de Londres, conocido como el Rookery, un laberinto de casas destartaladas, callejones y patios habitados por miles de personas indigentes. Fue famoso por William Hogarth en su impresión de 1751 Gin Lane. Central Saint Giles se encuentra en el sitio de St Giles Court, un desarrollo de oficinas erigido en la década de 1950 para el Ministerio de Abastecimiento y utilizado últimamente por el Ministerio de Defensa (MOD). Consistía en una serie de bloques de ladrillo enlazados, de seis a ocho pisos de altura, dispuestos en forma de S alrededor de dos patios a los que no había acceso público. La apariencia sombría contribuyó a que el área se convirtiera en un imán para las prostitutas y las personas sin hogar. El edificio era propiedad de Legal & General, pero fue ocupado por el MOD con un contrato de arrendamiento que no vencería hasta 2011. A principios del siglo XXI, el MOD realizó una gran consolidación de oficinas, por lo que interrumpió el uso de varias en la capital, incluida St Giles Court. Desalojó el edificio en abril de 2005.
El sitio, un modesto bloque urbano, cubre 1 ha delimitado por St Giles High Street acortado (por peatonalización), así como por las calles Earnshall, Bucknall y Dyott y una breve fachada a Shaftesbury Avenue. Limitando parcialmente al norte se encuentra la torre Centre Point de la década de 1960 en New Oxford Street. Al suroeste se encuentra la iglesia del siglo XVIII de St Giles-in-the-Fields y su cementerio, área de juegos y jardines públicos que forman el enlace totalmente peatonal de la cuadra con Shaftesbury Avenue. Un espacio de tamaño similar, pero una plaza compleja y ajardinada, se extiende hacia el noroeste, "St Giles Square", hasta la estación de Tottenham Court Road.
En 2002, Stanhope PLC y Legal & General designaron al Renzo Piano Building Workshop como arquitectos para un plan residencial y de oficinas para reemplazar a St Giles Court después de su demolición. El área de St Giles fue posteriormente identificada por el entonces alcalde de Londres, Ken Livingstone, como un área de regeneración en su Plan de Londres para el desarrollo estratégico de la ciudad. Livingstone concibió St Giles como el sitio para un grupo de torres junto a la torre existente de Center Point, pero el consejo de Camden se opuso a esto. Aunque el sitio no está en sí mismo en un área de conservación, está rodeado de áreas de conservación y el consejo requirió a los desarrolladores que se aseguraran de que cualquier edificio nuevo estuviera en consonancia con la altura de los edificios circundantes.
Legal & General trabajó con la comunidad local para asegurar el apoyo para el proyecto, estableciendo el St Giles Renaissance Forum en 2002 como un punto focal para que los residentes locales, los grupos comunitarios y las partes interesadas colaboren en los planes para regenerar St Giles. Los planes para el desarrollo se dieron a conocer en febrero de 2004 y en enero de 2005 Legal & General hizo una solicitud de planificación para comenzar la construcción. El plan recibió la oposición de varios grupos de residentes locales que se quejaron de que constituiría un desarrollo excesivo del sitio, pondría demasiada presión en el transporte local y que había muy pocos alojamientos residenciales en el sitio.
El permiso de planificación fue otorgado por el consejo de Camden en julio de 2006 después de que se hicieran cambios a la solicitud de planificación luego de una consulta pública. La altura del desarrollo se redujo de los 18 pisos originalmente propuestos. Como parte del acuerdo de planificación, los desarrolladores llegaron a un acuerdo de la Sección 106 con el ayuntamiento para apoyar mejoras en el área local, incluida la plantación de árboles y la remodelación de la calle inmediatamente al este del sitio.
Mitsubishi Estate Co. de Japón formó una empresa conjunta con Legal & General en 2007 para financiar el estimado de 450 millones de libras de costo de construcción de Central Saint Giles. Además de Stanhope actuando como gerentes de desarrollo, Jones Lang LaSalle y Cushman & Wakefield actúan conjuntamente como agentes de arrendamiento. El trabajo en el nuevo desarrollo comenzó el mismo año después de la demolición de St Giles Court.

## Arquitectura
Central Saint Giles proporciona 66 090 m² de superficie, casi el doble que la antigua St Giles Court, dividida en dos edificios separados. El bloque oeste de 15 pisos es para uso residencial, proporcionando 109 apartamentos de los cuales 53 están designados como asequibles. El bloque oriental en forma de herradura, mucho más grande, de 11 pisos de altura, rodea un patio de acceso público que comprende el 27 % del área del sitio. Aporta 37 625 m² de espacio de oficinas con, con mucho, las placas de piso más grandes de cualquier bloque de oficinas en el West End de Londres, con 4000 m² en todos menos los dos pisos superiores. A nivel del suelo, 2276 m² de espacio disponible para tiendas y restaurantes. El bloque tiene una forma irregular con huecos, salientes y terrazas en la azotea para darle un aspecto más interesante y romper su volumen.
El desarrollo se construyó sobre una base especulativa asumiendo que el espacio de oficinas sería ocupado por un puñado de inquilinos corporativos importantes. La comisión de Legal & General instó a Piano a evitar diseñar un "edificio de oficinas sencillo" y pidió que el nuevo desarrollo sea "un lugar fantástico para que la gente trabaje". Como incentivo, ofreció pagar un 10% adicional por encima de la tarifa normal para los desarrollos de oficinas en Londres. Piano decidió aceptar el encargo porque, como él mismo dijo, "el cliente y la empresa involucrada tenían que ver con la calidad duradera, sin prisas. Es muy difícil hacer un trabajo con alguien que tiene una visión corta; al final, nunca funciona ".
A nivel de la planta baja, las bases de los edificios están abiertas con columnas de hormigón visibles detrás de ventanas de siete metros de altura de techo a piso de vidrio bajo en hierro, que ofrece una mayor transparencia que el vidrio normal. La plaza del patio está rodeada de restaurantes y tiendas, con dos robles plantados en el medio junto a instalaciones de arte diseñadas por los escultores Steven Gontarski y Rebecca Warren.
El tratamiento de las plantas superiores aporta un contraste llamativo. 134 000 baldosas de terracota vidriadas en verde, naranja, lima y amarillo cubren las fachadas en 13 paneles verticales orientados irregularmente en el perímetro exterior. Las fachadas que dan al patio interior están revestidas con otros ocho paneles cubiertos con baldosas grises, un diseño que, según el arquitecto del proyecto, Maurits van der Staay, tenía la intención de "garantizar que los pisos superiores no menoscaben la transparencia de la planta baja y maximizar la cantidad de luz reflejada en las oficinas". Las fachadas están colgadas en un sistema de soporte de chasis interno (un sistema similar está en uso en otro desarrollo de Piano en la Potsdamer Platz de Berlín). Atravesadas por hileras de ventanas idénticas que se repiten en todo el desarrollo, se espera que las fachadas sean efectivamente autolimpiables e inmunes a la decoloración. Los colores de las fachadas se evocan en el diseño de muchos de los accesorios interiores del desarrollo, como revelaciones de puertas de ascensores, pasamanos y exhibidores de ascensores. Las baldosas fueron producidas en Alemania por NBK de Emmerich am Rhein y montadas en unidades de fachada prefabricadas en Wrocław, Polonia, por Schneider Fassadenbau.
El desarrollo ha sido diseñado con una serie de características destinadas a reducir su impacto medioambiental. Ha recibido una calificación BREEAM "excelente" sobre la base de características que incluyen el 80 % de la calefacción y el agua caliente proporcionada por calderas de biomasa, mientras que toda el agua descargada de la torre de enfriamiento se recolecta para su reutilización en sistemas de riego y los inodoros de los edificios. Las terrazas plantadas en la azotea diseñadas por el paisajista Charles Funke están destinadas a absorber la lluvia, reduciendo así la escorrentía y contribuyendo a la biodiversidad en el área. Solo hay diez plazas de aparcamiento disponibles, a un coste de 100 000 libras esterlinas cada una, debido a la insistencia del consejo de Camden en que el desarrollo debería ser en gran parte libre de coches.
Piano ha comentado que buscó "crear un desarrollo que lleve el corazón y el alma a una parte olvidada del tejido urbano del centro de Londres". Un lugar que, al agregar edificios levitados, articulados y coloridos, expresa físicamente las credenciales centradas en las personas y socialmente responsables de los inquilinos corporativos modernos ". Ha dicho que su diseño pretendía fragmentar el contorno del edificio para hacerlo menos imponente, y que las fachadas de cerámica se inspiraron en la apariencia de las paredes de ladrillo y las cajas de guitarras y baterías de las tiendas de música de los alrededores. Al explicar por qué eligió hacer que el edificio fuera tan colorido, dijo: “La idea del color surgió al observar la sorpresa repentina que dan los colores brillantes en esa parte de la ciudad. Las ciudades no deben ser aburridas ni repetitivas. Una de las razones por las que las ciudades son tan hermosas y una gran idea es que están llenas de sorpresas, la idea del color representa una sorpresa alegre ". La decisión de proporcionar un patio central de acceso público se tomó como un repudio consciente de la arquitectura cerrada de la antigua Corte de St Giles, que Piano describió como "una especie de fortaleza". Ha dicho que la accesibilidad del desarrollo hará que la gente se sienta a gusto con él: "Tan pronto como la gente entienda que puede cruzar el patio central, su actitud hacia él cambiará; cruzarán porque es un atajo y también es más agradable".
Las unidades de vivienda asequibles de la parte residencial del desarrollo fueron compradas por la asociación de viviendas Círculo Anglia, United House y Londonewcastle compraron las unidades restantes que se vendieron a precios de entre £ 500,000 para apartamentos tipo estudio a £ 5 millones para el ático en la azotea. Se informa que muchos han sido vendidos a compradores de Hong Kong, Singapur y Malasia que buscan alojamiento para visitar Londres y para sus hijos estudiantes. El elemento de oficinas del complejo se alquiló por completo a fines de mayo de 2011. En agosto de 2011, los inquilinos comerciales incluyen NBC Universal, Google, Mindshare y Burson-Marsteller, y los restaurantes incluyen Peyton & Byrne y Zizzi.

## Reacciones

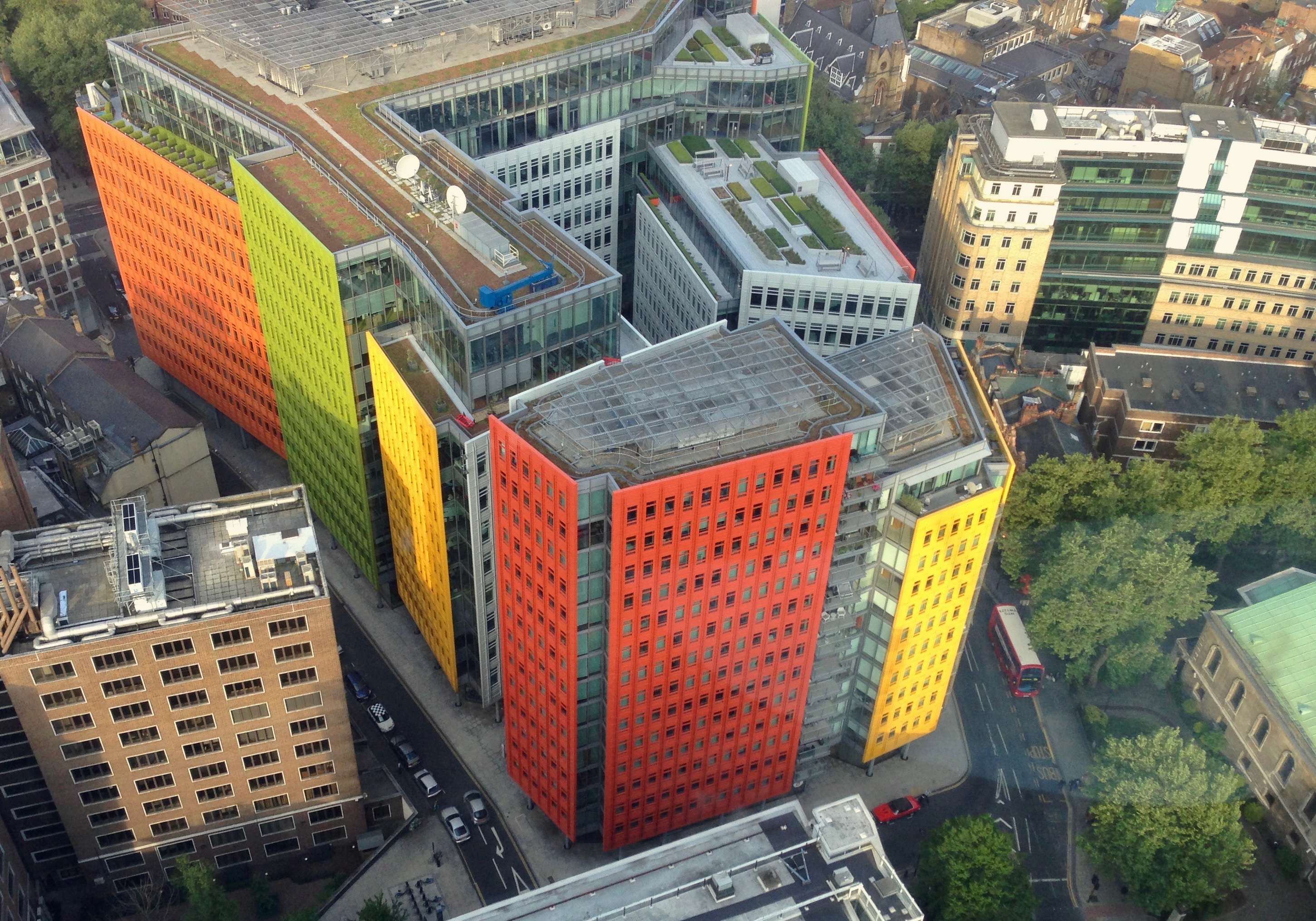
Vista aérea del edificio de Londres (2013).

Las reseñas arquitectónicas, en 2010 y 2011, por lo tanto contemporáneas, fueron mixtas.
El crítico de The Observer, Rowan Moore, calificó el desarrollo como "un edificio de Marmite... que los transeúntes odian o aman". Lo comparó con "una película B... en la que los dulces masticables mutantes gigantes, después de un accidente radioactivo, invadieron el mundo". No obstante, calificó a Central Saint Giles como "uno de los mejores" de la reciente ola de desarrollos comerciales y civiles en el centro de Londres, calificándolo de "digno y refinado, y la conversación sobre transparencia y apertura es genuina". Elogió la "hermosa precisión" y la complejidad de la fachada cerámica, citando su "profundidad y riqueza" y el "juicio en sus precisos tonos". Ike Ijeh de Building opinó que los llamativos colores de Central Saint Giles proporcionaban un "contraste con el tradicional gris / marrón londinense del paisaje urbano circundante [que] es tanto surrealista como cinematográfico". Prefería menos monotonía o previsibilidad al esquema de las ventanas, pero dio "un sí rotundo e inequívoco" a la pregunta de si el desarrollo tuvo éxito, elogiándolo por su "hábil construcción de una nueva identidad urbana para una zona olvidada y la generosidad de su compromiso a nivel del suelo con el contexto ".
Jay Merrick de The Independent lo llamó el edificio o conjunto de edificios de uso mixto más "intencionalmente vívido" desde que se construyó Number 1 Poultry en la década de 1990 y señaló la forma en que la "arquitectura policromática gritona"... "imprime la vista con una precisión accidentada y grabada con láser ". Sin embargo, expresó su preocupación de que el desarrollo enviaría el mensaje de que proyectos similares deberían transmitir "un falso sentido de valor" al ser igualmente dramáticos. Criticó la forma en que las fachadas de terracota presentaban un efecto general que "no era ni lo suficientemente hermoso ni lo suficientemente surrealista como para ser verdaderamente notable", presentando un efecto que era "sorprendente pero no resonante". Nada de estas fachadas permanece en la mente. Curiosamente, están privados de alegría de vivir ".
En Architecture Today, Neven Sidor elogió el diseño del desarrollo por "llegar a su contexto al mismo tiempo que afirmaba audazmente su propia personalidad". Comentó que "de alguna manera la terapia del color y el modelado fino de terracota hacen que el efecto sea edificante" y describió las vistas desde la plaza central como "una alegría", alabando la habilidad que se había invertido en el diseño. La posición de Piano como una "estrella internacional" le había dado, en opinión de Sidor, al arquitecto la influencia para insistir en las características menos ortodoxas del desarrollo y había sido esencial para que un complejo tan ambicioso recibiera el permiso de construcción en primer lugar.
Ellis Woodman, de Building Design, criticó la apariencia "espeluznante". Se quejó de que "el sitio ha sido sobredesarrollado, en mi opinión, de manera grotesca" y que su impacto visual fue "tan impactante como el de cualquier edificio realizado en el centro de Londres en 40 años". Fue particularmente crítico con la forma en que las coloridas fachadas del piso superior chocaban con el uso de líneas de columnas expuestas en el nivel del suelo y calificó el sitio como "un sombrío compromiso entre dos ideas fundamentalmente opuestas sobre cómo podría desarrollarse la capital". En una nota más positiva, elogió la alta calidad del espacio de oficinas y las espectaculares vistas desde los pisos superiores y la azotea.

## Premios
Central Saint Giles fue nominado en noviembre de 2010 a los London Planning Awards en la categoría de Mejor nuevo lugar para vivir.